# Grand Prix Kanady 2018
Grand Prix Kanady 2018, oficjalnie Formula 1 Grand Prix Heineken du Canada 2018 – siódma eliminacja Mistrzostw Świata Formuły 1 w sezonie 2018. Grand Prix odbyło się w dniach 8–10 czerwca 2018 roku na torze Circuit Gilles Villeneuve w Montrealu.

## Lista startowa
Źródło: Wyprzedź Mnie!
| Nr | Kierowca          | Zespół                           | Samochód                      | Silnik            | Opony |
| -- | ----------------- | -------------------------------- | ----------------------------- | ----------------- | ----- |
| 2  | Stoffel Vandoorne | McLaren F1 Team                  | McLaren MCL33                 | Renault 1.6T V6   | P     |
| 3  | Daniel Ricciardo  | Aston Martin Red Bull Racing     | Red Bull RB14                 | TAG Heuer 1.6T V6 | P     |
| 5  | Sebastian Vettel  | Scuderia Ferrari                 | Ferrari SF71H                 | Ferrari 1.6T V6   | P     |
| 7  | Kimi Räikkönen    | Scuderia Ferrari                 | Ferrari SF71H                 | Ferrari 1.6T V6   | P     |
| 8  | Romain Grosjean   | Haas F1 Team                     | Haas VF-18                    | Ferrari 1.6T V6   | P     |
| 9  | Marcus Ericsson   | Alfa Romeo Sauber F1 Team        | Sauber C37                    | Ferrari 1.6T V6   | P     |
| 10 | Pierre Gasly      | Red Bull Toro Rosso Honda        | Toro Rosso STR13              | Honda 1.6T V6     | P     |
| 11 | Sergio Pérez      | Sahara Force India F1 Team       | Force India VJM11             | Mercedes 1.6T V6  | P     |
| 14 | Fernando Alonso   | McLaren F1 Team                  | McLaren MCL33                 | Renault 1.6T V6   | P     |
| 16 | Charles Leclerc   | Alfa Romeo Sauber F1 Team        | Sauber C37                    | Ferrari 1.6T V6   | P     |
| 18 | Lance Stroll      | Williams Martini Racing          | Williams FW41                 | Mercedes 1.6T V6  | P     |
| 20 | Kevin Magnussen   | Haas F1 Team                     | Haas VF-18                    | Ferrari 1.6T V6   | P     |
| 27 | Nico Hülkenberg   | Renault Sport Formula One Team   | Renault R.S.18                | Renault 1.6T V6   | P     |
| 28 | Brendon Hartley   | Red Bull Toro Rosso Honda        | Toro Rosso STR13              | Honda 1.6T V6     | P     |
| 31 | Esteban Ocon      | Sahara Force India F1 Team       | Force India VJM11             | Mercedes 1.6T V6  | P     |
| 33 | Max Verstappen    | Aston Martin Red Bull Racing     | Red Bull RB14                 | TAG Heuer 1.6T V6 | P     |
| 34 | Nicholas Latifi   | Sahara Force India F1 Team       | Force India VJM11             | Mercedes 1.6T V6  | P     |
| 35 | Siergiej Sirotkin | Williams Martini Racing          | Williams FW41                 | Mercedes 1.6T V6  | P     |
| 44 | Lewis Hamilton    | Mercedes AMG Petronas Motorsport | Mercedes AMG F1 W09 EQ Power+ | Mercedes 1.6T V6  | P     |
| 55 | Carlos Sainz Jr.  | Renault Sport Formula One Team   | Renault R.S.18                | Renault 1.6T V6   | P     |
| 77 | Valtteri Bottas   | Mercedes AMG Petronas Motorsport | Mercedes AMG F1 W09 EQ Power+ | Mercedes 1.6T V6  | P     |
| Nr | Kierowca          | Zespół                           | Samochód                      | Silnik            | Opony |

## Wyniki

### Sesje treningowe
Źródło: Wyprzedź Mnie!
| Sesja | Nr | Kierowca       | Konstruktor | Czas     | Okr. |
| ----- | -- | -------------- | ----------- | -------- | ---- |
| 1     | 33 | Max Verstappen | Red Bull    | 1:13,302 | 26   |
| 2     | 33 | Max Verstappen | Red Bull    | 1:12,198 | 39   |
| 3     | 33 | Max Verstappen | Red Bull    | 1:11,599 | 14   |

### Kwalifikacje
Źródło: Wyprzedź Mnie!
| Poz. | Nr | Kierowca          | Konstruktor | Q1         | Q2       | Q3       | Poz. s. |
| --- | --- | ----------------- | ----------- | ---------- | -------- | -------- | ------- |
| 1 | 5 | Sebastian Vettel  | Ferrari     | 1:11,710   | 1:11,524 | 1:10,764 | 1       |
| 2 | 77 | Valtteri Bottas   | Mercedes    | 1:11,950   | 1:11,514 | 1:10,857 | 2       |
| 3 | 33 | Max Verstappen    | Red Bull    | 1:12,008   | 1:11,472 | 1:10,937 | 3       |
| 4 | 44 | Lewis Hamilton    | Mercedes    | 1:11,835   | 1:11,740 | 1:10,996 | 4       |
| 5 | 7 | Kimi Räikkönen    | Ferrari     | 1:11,725   | 1:11,620 | 1:11,095 | 5       |
| 6 | 3 | Daniel Ricciardo  | Red Bull    | 1:12,459   | 1:11,434 | 1:11,116 | 6       |
| 7 | 27 | Nico Hülkenberg   | Renault     | 1:12,795   | 1:11,916 | 1:11,973 | 7       |
| 8 | 31 | Esteban Ocon      | Force India | 1:12,577   | 1:11,916 | 1:12,084 | 8       |
| 9 | 55 | Carlos Sainz Jr.  | Renault     | 1:12,689   | 1:12,097 | 1:12,168 | 9       |
| 10 | 11 | Sergio Pérez      | Force India | 1:12,702   | 1:12,395 | 1:12,671 | 10      |
| 11 | 20 | Kevin Magnussen   | Haas        | 1:12,680   | 1:12,606 |          | 11      |
| 12 | 28 | Brendon Hartley   | Toro Rosso  | 1:12,587   | 1:12,635 |          | 12      |
| 13 | 16 | Charles Leclerc   | Sauber      | 1:12,945   | 1:12,661 |          | 13      |
| 14 | 14 | Fernando Alonso   | McLaren     | 1:12,979   | 1:12,856 |          | 14      |
| 15 | 2 | Stoffel Vandoorne | McLaren     | 1:12,998   | 1:12,865 |          | 15      |
| 16 | 10 | Pierre Gasly      | Toro Rosso  | 1:13,047   |          |          | 19      |
| 17 | 18 | Lance Stroll      | Williams    | 1:13,590   |          |          | 16      |
| 18 | 35 | Siergiej Sirotkin | Williams    | 1:13,643   |          |          | 17      |
| 19 | 9 | Marcus Ericsson   | Sauber      | 1:14,593   |          |          | 18      |
| 20 | 8 | Romain Grosjean   | Haas        | brak czasu |          |          | 18      |
| Poz. | Nr | Kierowca          | Konstruktor | Q1         | Q2       | Q3       | Poz. s. |
| \| Legenda \| Legenda \| \| ------------------------ \| ---------------------------------------------------------------------------------------------------------------------------------------------------------------------------------------------------------------------------------------------------------------- \| \| Poz. Nr Q1 Q2 Q3 Poz. s. \| Pozycja zajęta w sesji kwalifikacyjnej Numer startowy kierowcy Wynik uzyskany w pierwszej części kwalifikacji Wynik uzyskany w drugiej części kwalifikacji Wynik uzyskany w trzeciej części kwalifikacji Pozycja startowa po uwzględnięniu kar, przesunięć, itp. \| | |                   |             |            |          |          |         |
| Legenda | |                   |             |            |          |          |         |
| Poz. Nr Q1 Q2 Q3 Poz. s. | Pozycja zajęta w sesji kwalifikacyjnej Numer startowy kierowcy Wynik uzyskany w pierwszej części kwalifikacji Wynik uzyskany w drugiej części kwalifikacji Wynik uzyskany w trzeciej części kwalifikacji Pozycja startowa po uwzględnięniu kar, przesunięć, itp. |                   |             |            |          |          |         |

1. ↑  Pierre Gasly został ukarany cofnięciem o dziesięć pozycji na starcie za wymianę jednostki mocy.
2. ↑  Romain Grosjean nie spełnił reguły 107% czasu, lecz został dopuszczony do wyścigu.

### Wyścig
Źródło: Wyprzedź Mnie!
| P                 | + / –     | Nr | Kierowca          | Konstruktor | Okr. | Czas / Strata | Komentarz           |
| ----------------- | --------- | -- | ----------------- | ----------- | ---- | ------------- | ------------------- |
| 1                 | Bez zmian | 5  | Sebastian Vettel  | Ferrari     | 68   | 1h28m31,377   |                     |
| 2                 | Bez zmian | 77 | Valtteri Bottas   | Mercedes    | 68   | +0:07,376     |                     |
| 3                 | Bez zmian | 33 | Max Verstappen    | Red Bull    | 68   | +0:08,360     |                     |
| 4                 | 2         | 3  | Daniel Ricciardo  | Red Bull    | 68   | +0:20,892     |                     |
| 5                 | 1         | 44 | Lewis Hamilton    | Mercedes    | 68   | +0:21,559     |                     |
| 6                 | 1         | 7  | Kimi Räikkönen    | Ferrari     | 68   | +0:27,184     |                     |
| 7                 | Bez zmian | 27 | Nico Hülkenberg   | Renault     | 67   | +1 okr.       |                     |
| 8                 | 1         | 55 | Carlos Sainz Jr.  | Renault     | 67   | +1 okr.       |                     |
| 9                 | 1         | 31 | Esteban Ocon      | Force India | 67   | +1 okr.       |                     |
| 10                | 3         | 16 | Charles Leclerc   | Sauber      | 67   | +1 okr.       |                     |
| 11                | 8         | 10 | Pierre Gasly      | Toro Rosso  | 67   | +1 okr.       |                     |
| 12                | 8         | 8  | Romain Grosjean   | Haas        | 67   | +1 okr.       |                     |
| 13                | 2         | 20 | Kevin Magnussen   | Haas        | 67   | +1 okr.       |                     |
| 14                | 4         | 11 | Sergio Pérez      | Force India | 67   | +1 okr.       |                     |
| 15                | 3         | 9  | Marcus Ericsson   | Sauber      | 66   | +2 okr.       |                     |
| 16                | 1         | 2  | Stoffel Vandoorne | McLaren     | 66   | +2 okr.       |                     |
| 17                | Bez zmian | 35 | Siergiej Sirotkin | Williams    | 66   | +2 okr.       |                     |
| Niesklasyfikowani |           |    |                   |             |      |               |                     |
|                   |           | 14 | Fernando Alonso   | McLaren     | 40   | +27 okr.      | wydech              |
|                   |           | 28 | Brendon Hartley   | Toro Rosso  | 0    | +67 okr.      | kolizja ze Strollem |
|                   |           | 18 | Lance Stroll      | Williams    | 0    | +67 okr.      | kolizja z Hartleyem |
| P                 | + / –     | Nr | Kierowca          | Konstruktor | Okr. | Czas / Strata | Komentarz           |

### Najszybsze okrążenie
Źródło: Wyprzedź Mnie!
| Nr | Kierowca       | Konstruktor | Czas     | Okr. |
| -- | -------------- | ----------- | -------- | ---- |
| 33 | Max Verstappen | Red Bull    | 1:13,864 | 65   |

### Prowadzenie w wyścigu
| Nr                              | Kierowca         | Konstruktor | Okrążenia | Suma |
| ------------------------------- | ---------------- | ----------- | --------- | ---- |
| 5                               | Sebastian Vettel | Ferrari     | 1-68      | 68   |
| \| Wykres \| \| ------ \| \| \| |                  |             |           |      |
| Źródło: racing-reference.info   |                  |             |           |      |
| Wykres                          |                  |             |           |      |
|                                 |                  |             |           |      |

## Klasyfikacja po wyścigu

### Kierowcy
| P  | +/− | Kierowca          | Starty | Punkty | P1 | P2 | P3 | PP | NO | NS |
| -- | --- | ----------------- | ------ | ------ | -- | -- | -- | -- | -- | -- |
| 1  | +1  | Sebastian Vettel  | 7      | 121    | 3  | 1  | –  | 4  | –  | –  |
| 2  | −1  | Lewis Hamilton    | 7      | 120    | 2  | 1  | 2  | 2  | –  | –  |
| 3  | +1  | Valtteri Bottas   | 7      | 86     | –  | 4  | –  | –  | 2  | –  |
| 4  | −1  | Daniel Ricciardo  | 7      | 84     | 2  | –  | –  | 1  | 3  | 2  |
| 5  | 0   | Kimi Räikkönen    | 7      | 68     | –  | 1  | 2  | –  | –  | 2  |
| 6  | 0   | Max Verstappen    | 7      | 50     | –  | –  | 2  | –  | 2  | 2  |
| 7  | 0   | Fernando Alonso   | 7      | 32     | –  | –  | –  | –  | –  | 2  |
| 8  | 0   | Nico Hülkenberg   | 7      | 32     | –  | –  | –  | –  | –  | 2  |
| 9  | 0   | Carlos Sainz Jr.  | 7      | 24     | –  | –  | –  | –  | –  | –  |
| 10 | 0   | Kevin Magnussen   | 7      | 19     | –  | –  | –  | –  | –  | 1  |
| 11 | 0   | Pierre Gasly      | 7      | 18     | –  | –  | –  | –  | –  | 2  |
| 12 | 0   | Sergio Pérez      | 7      | 17     | –  | –  | 1  | –  | –  | –  |
| 13 | 0   | Esteban Ocon      | 7      | 11     | –  | –  | –  | –  | –  | 2  |
| 14 | 0   | Charles Leclerc   | 7      | 10     | –  | –  | –  | –  | –  | –  |
| 15 | 0   | Stoffel Vandoorne | 7      | 8      | –  | –  | –  | –  | –  | 1  |
| 16 | 0   | Lance Stroll      | 7      | 4      | –  | –  | –  | –  | –  | 1  |
| 17 | 0   | Marcus Ericsson   | 7      | 2      | –  | –  | –  | –  | –  | 1  |
| 18 | 0   | Brendon Hartley   | 7      | 1      | –  | –  | –  | –  | –  | 1  |
| 19 | 0   | Romain Grosjean   | 7      | 0      | –  | –  | –  | –  | –  | 3  |
| 20 | 0   | Siergiej Sirotkin | 7      | 0      | –  | –  | –  | –  | –  | 2  |
| P  | +/− | Kierowca          | Starty | Punkty | P1 | P2 | P3 | PP | NO | NS |

### Konstruktorzy
| P  | +/− | Konstruktor               | Starty | Punkty | P1 | P2 | P3 | PP | NO | NS |
| -- | --- | ------------------------- | ------ | ------ | -- | -- | -- | -- | -- | -- |
| 1  | 0   | Mercedes                  | 14     | 206    | 2  | 5  | 2  | 2  | 2  | –  |
| 2  | 0   | Ferrari                   | 14     | 189    | 3  | 2  | 2  | 4  | –  | 2  |
| 3  | 0   | Red Bull Racing-TAG Heuer | 14     | 134    | 2  | –  | 2  | 1  | 5  | 4  |
| 4  | 0   | Renault                   | 14     | 56     | –  | –  | –  | –  | –  | 2  |
| 5  | 0   | McLaren-Renault           | 14     | 40     | –  | –  | –  | –  | –  | 3  |
| 6  | 0   | Force India-Mercedes      | 14     | 28     | –  | –  | 1  | –  | –  | 2  |
| 7  | 0   | Scuderia Toro Rosso-Honda | 14     | 19     | –  | –  | –  | –  | –  | 3  |
| 8  | 0   | Haas-Ferrari              | 14     | 19     | –  | –  | –  | –  | –  | 4  |
| 9  | 0   | Sauber-Ferrari            | 14     | 12     | –  | –  | –  | –  | –  | 1  |
| 10 | 0   | Williams-Mercedes         | 14     | 4      | –  | –  | –  | –  | –  | 3  |
| P  | +/− | Konstruktor               | Starty | Punkty | P1 | P2 | P3 | PP | NO | NS |